# Dan Palmgren
Dan Robin Wilhelm Palmgren, född 9 februari 1963 i Helsingfors, är en finländsk målare och fotokonstnär. 
Palmgren studerade 1983–1984 vid Västra Nylands folkhögskolas konstlinje, 1984–1986 vid Konstindustriella högskolan, avdelningen för bildkonstlärare, 1986–1987 vid Bildkonstakademins måleriavdelning och 1992–1993 vid grafikavdelningen samt 1993 vid Kungliga Konsthögskolan i Stockholm. Han ställde ut första gången 1992. Han började som målare och debuterade 1998 med abstrakta arbeten. Vatten som naturfenomen och skärgården var hans främsta inspirationskällor. Till färgfotografering övergick han 1999 med bland annat undervattensfotografering på Maldiverna, i Thailand och Australien. En resa till Island gav motiven till en poetisk och romantisk utställning 2003. Han har undervisat vid Helsingfors stads kulturcentral och Helsingfors arbetarinstitut 1985–1987, Östra Nylands yrkesskola 2000 och vid Svenska normallyceum, konstlinjen sedan 1998. 